# ألان غراي مارتن
ألان غراي مارتن هو سياسي كندي، ولد في 12 ديسمبر 1930 في كندا. حزبياً، نشط في الحزب الليبرالي الكندي. وقد انتخب عضو مجلس العموم الكندي.